# R. E. M.
 Ikke at forveksle med R.E.M. og Rapid Eye Movement.
R. E. M. er en film instrueret af Ane Mette Ruge.

## Handling
Gennem enkle definitioner af begreberne 'søvn' og 'tørst', udforsker R.E.M. forholdet mellem sprog, musik og billede.